# Pins and Needles (The Birthday Massacre)
Pins and Needles es el cuarto álbum de estudio del grupo de rock gótico canadiense The Birthday Massacre. El álbum fue lanzado el 14 de septiembre de 2010. El primer sencillo y videoclip del álbum fue "In the Dark," el cual tuvo su premier el 7 de septiembre de 2010 y fue dirigido y filmado por M.Falcore (guitarrista de la banda) y Rodrigo Gudiño de la revista Rue Morgue.

## Listado de canciones
| N.º | Título             | Duración |  |
| 1.  | «In the Dark»      | 3:42     |  |
| 2.  | «Always»           | 4:11     |  |
| 3.  | «Pale»             | 3:58     |  |
| 4.  | «Control»          | 3:20     |  |
| 5.  | «Shallow Grave»    | 3:47     |  |
| 6.  | «Sideways»         | 3:25     |  |
| 7.  | «Midnight»         | 3:43     |  |
| 8.  | «Pins and Needles» | 4:19     |  |
| 9.  | «Two Hearts»       | 3:20     |  |
| 10. | «Sleepwalking»     | 3:49     |  |
| 11. | «Secret»           | 4:23     |  |

## Créditos
- The Birthday Massacre:
  - Chibi - Voz
  - Rainbow - Guitarra, Sintetizadores, Percusiones, Voz
  - Michael Falcore - Guitarra, Sintetizadores
  - O.E. -  Bajo, Voz
  - Rhim -  Batería
  - Owen -  Teclado

- Rainbow y M. Falcore - Producción y Grabación
- Dave "Rave" Ogilvie y Rainbow - Mezclas
- Brock McFarlane - Asistente en las meclas
- Noah Mintz - Masterización
- Kevin James Maher - Programación y edición
- Mezclado en: Mushroom Studios (Vancouver, Canada) y Dire Studios (Toronto, Canada)
- Masterizado en: Lacquer Channel
- Arte y Diseño:  Vincent Marcone, Cole Sullivan, James Furlong, Natalie Shau

## Revisiones
- Allmusic  link
- Revie Rinse Repeat  link (enlace roto disponible en Internet Archive; véase el historial, la primera versión y la última).
- Sputnikmusic  link
- Musicfolio.com  link
- Absolutepunknet (69%) link